# Laibach
Laibach (nemško ime za Ljubljano ali Ljubljanico; etimologija: mesto ob reki/potoku (Bach) ali močvirje (nem. Labach; Laubach: mlačen potok ali leno tekoča voda); v srednjem veku se je tako za reko kot za mesto začel uporabljati staronemški izraz Laibach - stoječa voda, ki povzroča poplave) je slovenska glasbena in večmedijska skupina, ki se poleg glasbe in zvoka izraža še s pomočjo oblikovanja, slikarstva, gledališča in ostalih umetniških in neumetniških praks. Skupina je bila ustanovljena v Trbovljah 1. junija 1980 (datum je izbran simbolično, dejanski ni znan).  
Leta 1983 je v Novi reviji (št. 13/14) z nadnaslovom "Akcija v imenu ideje" objavila manifest "10 točk Konventa", v katerih je bilo mdr. opredeljeno anonimno članstvo (psevdonimi: Eber, Saliger, Keller in Dachauer) ter kolektivno avtorstvo in industrijski način dela po vzoru totalitarizma in pod vodstvom Imanentnega konsistentnega duha. Laibachova ustvarjalnost se po njih giblje na področju spoja med politiko in umetnostjo, vsaka umetnost pa je podvržena politični manipulaciji, razen tiste, ki govori z jezikom te iste manipulacije. V njih je določeno tudi, da poleg Laibacha v okviru Laibach Kunst estetike obstajata še glasbeni podskupini Dreihundert Tausend Verschiedene Krawalle (300.000 VK) in Germania. Laibach je 1984 soustanovil umetniški kolektiv Neue Slowenische Kunst (kratica NSK) ter sodeloval s slikarsko skupino Irwin, več zaporednimi gledališkimi skupinami/projekti, ki jih je ustanovil D. Živadinov, oblikovalskim studiem Novi kolektivizem (njegov član iz Laibacha je D. Knez, sodelavec E. Markošek) in drugimi pridruženimi skupinami, ki so v letih 1984–92 sestavljale kolektiv NSK.
Glasbeni izraz združuje različne žanre, od eksperimentalnega industrijskega zvoka, do simfoničnega, t. i. militantnega klasicizma in elektronske glasbe. So utemeljitelji t. i. retroavantgardne umetniške smeri (skupaj z drugimi skupinami iz umetniškega gibanja/kolektiva NSK), v začetku delovanja in ponovno v zadnjem obdobju so večmedijske in likovne projekte ter razstave pripravljali pod imenom Laibach Kunst.
Skupina Laibach je med najbolj razpoznavnimi slovenskimi glasbenimi skupinami, uveljavljena predvsem na mednarodni oz. svetovni "neodvisni" glasbeni sceni, iznajditelj in nosilec enega najbolj uveljavljenih slovenskih umetnostnih pojavov sodobnega časa, znanega kot retroavantgarda.

## Zgodovina

### Začetki inTomaž Hostnik
Skupina je takoj ob ustanovitvi poskrbela za burne reakcije javnosti. V Trbovljah so leta 1980 izoblikovali multimedijski projekt »Rdeči revirji« (pozneje medijsko imenovan kot 'Alternativa slovenski kulturi'), ki jo je lokalna oblast prepovedala še pred odprtjem. Na plakatih, ki so bili ilegalno nalepljeni po zidovih mesta, je bil lik črnega križa (ki je Laibachov poglavitni simbol, včasih tudi v kombinaciji z zobatim kolesom) in motiv iz Carpenterjevega filma »Noč čarovnic«, izrisan v ekspresionistični risbi.  Njihovo delovanje je v medijih sprožilo veliko razprav o dejanski umetniški in politični vsebini skupine. Prvi javni nastop z razstavo »AUSSTELLUNG! LAIBACH KUNST" se je zgodil 14. junija 1981 v prostoru Srećna (nova) galerija, v SKC-ju (Studentski kulturni centar) v Beogradu. Naslednja razstava (»Žrtve letalske nesreče«) je bila 8. decembra 1981 v ljubljanskem Discu FV 112/15, kjer se je 12. januarja 1982 zgodil tudi prvi koncert skupine.  Istega leta sta kmalu sledila tudi prva koncerta v Zagrebu in Beogradu. Njihov glasbeni stil so kritiki označili kot industrijski rock, saj so pri predstavitvah v živo uporabljali gramofone, radio in elektronske instrumente, ki so jih ustvarili sami, namesto efekta suhega ledu pa so nekajkrat uporablili kar originalne vojaške dimne bombe. Vizualni stil skupine je bil v zgodnji fazi osredotočen predvsem na industrijsko ikonografijo, kmalu  pa so vključili tudi druge simbole: jelene in jelensko rogovje, motiv bobnarja, kavopivke, vojaške uniforme in lovske obleke. Skoraj vsak njihov koncert je bil drugače poimenovan. Zadnji v sodelovanju s Tomažem Hostnikom v Zagrebu (prvič je v vlogi vokalista nastopil na Novem Rocku septembra 1982 v Ljubljani, ko ga je v brado zadela razbita steklenica) so poimenovali »Dotik Zla«. 21. decembra 1982 je Hostnik naredil samomor.

### "Disidentstvo" v Jugoslaviji
V letu 1983 je skupina nadaljevala s koncertnimi nastopi. V Ljubljani so nastopili 22. aprila,  skupaj z angleškima skupinama Last Few Days in 23 Skidoo. Na 12. glasbenem biennalu v Zagrebu so naslednji dan nastopili z naslovom "Mi kujemo bodočnost", med katerim so uporabili sočasne projekcije propagandnega dokumentarnega filma o Jugoslaviji  Revolucija še traja, na katerega je bil dodatno projecirana super 8 mm filmska zanka s pornografskimi prizori. Koncert, ki se je začel ob 24:00 in potekal v jutranjih urah je, zaradi naključnega prekritja pornografskega odlomka (penisa) in posnetka Josipa Broza Tita, prekinila policija, skupina pa je bila prisiljena neprostovoljno oditi z odra. Kmalu je sledila uradna prepoved  imena in javnega nastopanja skupine v Jugoslaviji. K prepovedi je dodatno prispeval tudi intervju s člani skupine v oddaji TV-tednik, ki izzval moralno paniko in na koncu katerega je novinar Jure Pengov pozval k pogromu nad njimi, zato so se začasno umaknili v samostan Pleterje. Novembra 1983 so Laibach skupaj s skupino Last Few Days odšli na turnejo »Occupied Europe Tour« po vzhodni in zahodni Evropi. Z živimi nastopi in zaradi prepovedi delovanja  v svoji matični državi se je zanje povečal interes v zahodnih državah. Provokativna uporaba simbolov je najprej izzvala Slovensko veteransko organizacijo (Zvezo borcev narodnoosvobodilne vojne). Decembra leta 1984 so priredili 'anonimni' koncert v dvorani sirotišnice, poimenovane po Malči Belič v Ljubljani, posvečen umrlemu Tomažu Hostniku. Koncert so oglaševali s plakatom, na katerem je bil samo velik črn križ – simbol skupine  - in naslov dvorane. Ime skupine ni bil nikjer zapisan, tako so zadostili zahtevi po prepovedi uporabe imena. Koncert je bil vseeno razprodan. V tem letu (1984) so soustanovili tudi širši kolektiv Neue Slowenische Kunst (znan tudi pod kratico NSK). Poleg Laibacha je NSK vključeval še slikarsko skupino Irwin, gledališko skupino Gledališče Sester Scipion(a) Nasice (kasneje Kozmokinetični kabinet Noordung), oblikovalski studio Novi kolektivizem, pridružili pa so se jim še Oddelek za čisto in praktično filozofijo in različne podskupine, npr. arhitekti Graditelji, Domovinski film, klub Sava, Retrovizija itd. Osnovne premise delovanja vseh teh skupin so slonele na estetskih in ideoloških temeljih, ki jih je do takrat formiral Laibach. Neue Slowenische Kunst je uradno obstajal kot povezana akcija med temi skupinami do leta 1992, ko se je 'transponiral' v NSK državo. Laibach in NSK sta s svojimi skupnimi akcijami močno označila osemdeseta in prvo polovico devetdesetih, tako v Sloveniji kot v bivši državi Jugoslaviji ter tudi drugje po svetu. To gibanje je še danes predmet številnih znanstvenih raziskav in doktorskih disertacij doma in v tujini.

### Mednarodni preboj
Laibach so od ustanovitve leta 1980 do danes imeli več kot 1000 koncertov po celem svetu, prodali so čez milijon plošč in postali mednarodno priznani, še posebej s svojimi interpretacijami pesmi skupin Queen, The Rolling Stones, The Beatles … Leta 1988 je izšel album Let It Be, po istoimenskem albumu Beatlesov, le brez naslovne skladbe. "Maggie Mae" pa je nadomestila kombinacija nemških lovskih pesmi "Auf der Lüneburger Heide" in "Was Gleicht Wohl Auf Erden". Del posnetega materiala je predvajal tudi Paul McCartney pred svojimi koncerti. Naslednje leto je izšel EP Sympathy for the Devil po istoimenski pesmi Rolling Stones. Dosegli so tudi komercialni uspeh z različico pesmi "Live is life" skupine Opus in "One Vision" skupine Queen. Leta 1994 je skupina izdala album NATO, ki se je nanašal na aktualne politične dogodke v Vzhodni Evropi, nekdanji Jugoslaviji in ukrepe pakta NATO. Album vsebuje tudi različice pesmi "The Final Countdown " skupine Europe, "In the Army Now" skupine Status Quo, "Indian Reservation" (preimenovane v "National Reservation") Dona Fardona in "Marš na Drinu" Stanislava Biničkega. Leta 1996 so izdali album z naslovom Jesus Christ Superstars, svojo različico rock opere Jesus Christ Superstar Andrewa Lloyda Webberja. Sodelovali so tudi pri nekaterih mednarodnih projektih. V predstavi No Fire Escape from Hell so se odzvali povabilu plesalca Michaela Clarka in z njim nastopili na nekaterih predstavah v Veliki Britaniji in drugje po svetu. V Hamburgu so napisali glasbo za Shakespearovega Macbetha v Deutsches Schauspielhaus. Za to predstavo so tudi oblikovali del scenografije in v sami predstavi nastopali.  Glasba skupine je bila uporabljena tudi kot inspiracija za znameniti eksperimentalni filmski hit Blair Witch Project, člani zasedbe pa so nastopili v filmu 'Full Metal Jacket' znanega režiserja Stanleyja Kubricka. Njihova glasba se je pojavila v hollywoodskem filmskem hitu 'Spiderman I', v popularni ameriški televizijski nanizanki 'Alias', za film finskega režiserja Tima Vuoresuole Jekleno nebo (2012) ter njegov sequel Jekleno nebo 2 (2019) pa so prispevali vso glasbo.
Laibach je nameraval prirediti koncert v Kijevu 31. marca 2023 (med rusko invazijo na Ukrajino). Ob napovedi koncerta je Laibach rusko invazijo opisal kot »cinična posredniška vojna za geostrateške interese velesil in finančnega kapitala (vojaške industrije itd.)«, kar je sprožilo mnoge negativne odzive v Ukrajini. Laibach je na družbenem omrežju Facebook objavil daljši zapis, v katerem so izrazili podporo Ukrajini, hkrati pa izrazili oboževanje ruske kulture, kar je še okrepilo negativne odzive v Ukrajini. Po pritisku javnosti je organizator koncert odpovedal. Laibach je trdil, da je bil koncert odpovedan zato, ker niso želeli izjaviti, da »so vsi Rusi slabi in ruska umetnost ničvredna«. Organizator koncerta je zanikal obstoj takih zahtev z razlago: »Po njihovem pozivu Ukrajincem, v katerem je cel odstavek posvečen ruski umetnosti, nihče ni ničesar zahteval od njih. Dejstvo, da je vse rusko za nas strupeno, je bilo omenjeno v pismu o odpovedi koncerta. Se pravi, nihče ni ničesar zahteval.«.

## Glasbeni stil, slike in kontroverznost
Laibach ne prikriva temnih plati človeštva, temveč jih enostavno razkriva in razkazuje, včasih posredno, včasih pa tudi neposredno	prek glasbe, s pomočjo retorike in z vizualnimi prikazi: željo po oblasti, težnjo po totalitarnih političnih sistemih oziroma režimih, vojno kot stvar za doseganje oblasti, željo podrejati ostale volji posameznikov, ne da bi jih pojmovali kot sebi enake. To so problematike, ki so jih Laibach uprizorili v preteklosti in s katerimi so se tudi dejansko soočali ter katerim se danes še vedno posvečajo na izviren način. Njihova besedila so preprosta, učinkovita in odprta za napačno razlago. Sprejmejo vse zapeljive leske in simbole državne oblasti, nato pa s tem pretiravajo vse do parodije. Že ob svojem nastanku so v začetku osemdesetih let največ pozornosti vzbudili z uporabo nacistične in socrealistične totalitaristične ikonografije, kot so razne zastave in križi, uniforme, ki so spominjale na uniforme nekdanjih nemških okupatorskih vojakov pa tudi s političnim jezikom. Prevladovalo je mnenje, da skupina odkrito simpatizira s totalitarnimi sistemi, predvsem z nacizmom, fašizmom in stalinizmom ter deluje po nekakšnih totalitarističnih principih in v imenu teh idej proti končni, utopični rešitvi, značilni za tovrstne sisteme. V svojem delovanju so se vedno soočali z državo, naj je bila to nekoč Jugoslavija ali danes Slovenija, in ustvarjali negativno primerjavo države z ostalimi sistemi, ki so zgodovinsko veljali za slabe. S tem so spodbijali vrednote, ki naj bi bile prave in ki so jih poučevali v šolah. Po njihovem mnenju je najbolj totalitaren ravno tisti totalitarizem, ki ti daje občutek, da si svoboden, čeprav v resnici nisi.

### Laibach v popularni kulturi
Popularna kultura je poimenovanje za nekatere kulturne prakse in pojave, katerih skupni pomen je postavljen nasproti visoki kulturi. Popularno lahko razumemo kot nekaj, kar je všeč veliko ljudem ali kot predmet množičnih medijev za izpostavljanje lastnih dobičkonosnih interesov.

Laibach se izmed teh treh identificira samo s prvim razumevanjem popularne kulture. Performansi Laibach so med bolj obiskanimi v Sloveniji, pojavljajo se v množičnih medijih in imajo veliko bazo oboževalcev. So v kategoriji kvalitetne umetnosti znotraj popularne kulture. 
Laibach se je že v svojih "10 točkah konventa" izrekel glede podvrženosti ideologiji – da se izognemo manipulaciji ideologije, moramo biti ideologija. Laibach z umetnostjo šoka z ljudmi manipulira: strateško nastavi šok, ker tako dobi pozornost, nato preda svoje sporočilo. Njihov produkt je umetnina, njihova produkcija pa je množična.
Za množično širjenje uporabljajo več sredstev, kot npr. mistifikacijo (uniformiranost nastopajočih), performans (nenehna podrejenost režirani vlogi), pojavitev v množičnih medijih (ameriški glasbeni televizijski program MTV), provokativnost (totalitarni simboli), intertekstualnost (Life is Life, The Final Countdown) in parodijo (virtualna država NSK z izdajanjem potnih listov).

### Intertekstualnost in parodija pri skupini Laibach
Skoraj celotna Laibachova pojavnost se sklicuje na v množični ali visoki kulturi že videno in v igro vpeljuje t. i. kulturni spomin. 
Laibachova dela so intertekstualna: svoj pomen oblikujejo s pomočjo drugih umetniških del. Tako nastajajo reciklaže, kar ima učinek parodije (Life is Life). Laibachove pesmi so lahko tudi travestije (Geburt Einer Nation), kontrafakture (The Final Countdown) in pastiši (Krst pod Triglavom).

#### Originalnost Laibacha
Intertekstualnost odpira vprašanja o originalnosti tovrstnih avtorjev. Laibach znane množične in manj množične kulturne pojave reciklira, vzame za svoje in jih pokaže v novem kontekstu. Montaže s t. i. tehniko cut up se pojavljajo tako v smislu zunanje pojave članov kolektiva z znanimi uniformami, pobritimi glavami in prepoznavnim znakom, suprematističnim Malevičevim črnim kvadratom na beli podlagi, kot tudi v smislu reciklaže umetniških produktov: predelave besedil pesmi iz množične kulture (Simpathy for the Devil), vabila, letaki, publikacije in ovitki albumov s predlogami v klasični slikarski umetnosti, zgodovini in tradiciji. Že samo ime kolektiva – Laibach – je reciklaža.

#### Primeri intertekstualnosti v besedilih
Umetnost Laibacha je umetnost komentarja. Vsaka poteza Laibacha je pravzaprav komentar.

##### Krst pod Triglavom
Krst pod Triglavom je naslov albuma, ki uporabi simbol slovenske nacionalnosti Prešernov Krst pri Savici. Laibach intertekstualno uporablja Prešernove verze in osebe – Valjhuna, Črtomira in Bogomilo. Po vsakem od treh je poimenovana pesem, poleg tega pa so na albumu še pesmi Jezero, Krst, po drugi strani pa enigmatično naslovljena pesem Rdeči pilot, ki z rdečo simbolizira antireligijski komunizem, je pa to tudi ime avantgardnega časopisa iz dvajsetih let 20. stoletja. Album je razdeljen po letnicah (819−822, 1095−1270, 1961−1982, 1983−1987) in tako razdeli zgodovino Slovencev. V čas pokristjanjevanja umestijo grožnjo, Valjhuna, naravo, Jezero, Hostnik. V času Karantanije je zapeljevanje, Bogomila, ki tukaj namiguje na rajsko Evo, so lovske igre (Hunters' Game) in teče avstrijska, dunajska kri (Wienerblut). Od šestdesetih do malo po nastanku Laibacha in tudi malo po Titovi smrti je čas Črtomira, Jelengara, ubijalca deklet in seveda Apologije Laibach. V zadnjem času, do izida albuma, pa je politika, Krst, Germania in Rdeči pilot (rdeča kot simbol komunizma). Vsak naslov je skrbno izbran, da spada v celoto, pod njim pa se v pesmi skriva še več simbolnega opisa ne le slovenske, temveč evropske zgodovine in miselnosti.

##### Herz-felde
Pesem Herz-felde s plošče Krst pod Triglavom-Baptism je aluzija na nemško avantgardo. Helmut Herzfeld je sinonim za Johna Heartfielda, ki je bil pionir uporabljanja umetnosti kot politično orožje. V pesmi Laibach montira dele Hitlerjevega govora, pri katerem je najbolj slišen in udaren sloviti »Raus!«, »Ven!«. Laibach tako pesem uporablja kot politično orožje, kot antinacistično politično sporočilo, ker uporablja nacistični vojni govor z nasilnim krikom, vse skupaj pa poimenuje z imenom umetnost in, ironično, srca (herz, heart). Vsebino torej predstavlja z imenom, ki z njo nima prav veliko zveze, in to prenese na polje politike, kjer se proces dogaja pogosteje.

##### The Final Countdown
Pesem The Final Countdown je s konceptualnega albuma NATO, ki se z naborom anti-coverjev pesmi veže na vojno na Balkanu po razpadu Jugoslavije. Laibach so v tem času izjavili: »Konflikt v bivši Jugoslaviji je dal lepo lekcijo Evropi o tem, kaj se lahko zgodi, če razlike niso spoštovane, če problemi niso rešeni pravčas in če najmanjših v družbi ne jemljemo resno. Vsa Evropa ima na rokah kri Balkana.« The Final Countdown je prva izmed treh zaporednih rock pesmi na albumu NATO (The Final Countdown, You're in the Army Now, The Dogs of War), njena originalna verzija pa je hit švedskega benda Europe. Z zamenjavo inštrumentov so rokovsko uspešnico spremenili v disko verzijo. Pesem govori o intergalaktičnem potovanju, zadnje odštevanje (the final countdown) pa je odštevanje tik pred odhodom vesoljske rakete z bolne Zemlje. Destinacija pa ni več Mars (simbol vojne), kot je v originalu, temveč Venera (simbol ljubezni). Podobno naredijo s pesmima In the Army Now (v originalu Status Quo/Boland) in Dogs of War (v originalu Pink Floyd).

##### Life is Life
Pesem Life is Life je predelava pesmi Live is Life avstrijske skupine Opus. Laibach pesem dvakrat umesti na album Opus Dei, poimenovan (tudi) po znani organizaciji Rimokatoliške cerkve. Prva verzija je v nemščini Leben Heißt Leben. Prva kitica je enaka originalu, ostalo je reciklaža verzov in dodajanje novih, s čimer pesem dobi popolnoma drugo sporočilo: iz množične zabave, entuziastične navezanosti skupine Opus na oder, v brezpogojno dajanje množici, družbi, državi. Energijo in svoj maksimum se daje za t. i. skupno dobro, z dobrim namenom posameznikov, ki so na koncu samo veseli, da je konec, čeprav so vsi izgubili vse. Iz himne dobrega počutja je Laibach recikliral pesem triumfa, vojnega marša.
Album Let It Be je prenovitev celotnega zadnjega albuma Beatlesov, Simpathy for the Devil pa t. i. anti-cover istoimenske pesmi Rolling Stonesov. Predelavi ponujata demistifikacijo peace and love iz hipijevskih šestdesetih in utelešenja tega gibanja, koncerta Woodstock. Miselnost hipijevskega miru in ljubezni se je proti koncu stoletja sesuvala. Let It Be je odgovor na razpad skupine The Beatles, drugi pa spomin na koncert Altamont iz leta 1969. Altamont je kot kontrast Woodstocka najbolj znan po nasilju, vključno s smrtjo Mereditha Hunterja, ki je umrl med nastopom Rolling Stonesov: težave, ki so rodile nasilje, so se začele med izvajanjem pesmi Simpathy for the Devil.

##### Rammstein
Popularna nemška glasbena skupina Rammstein je priznala močan vpliv Laibacha. Laibach je nekoč izjavil, da je Rammstein Laibach za adolescenco in  sami pa naj bi bili Rammstein za odrasle. Laibach je naredil remiks Rammsteinove pesmi Ohne dich, poimenovan Ohne mich. Namesto prepoznavnega Rammsteinovega vokala gre za moško-ženski duet Milana Frasa in Mine Špiler, v originalu orkestralno glasbo zamenja elektronika, v besedilu pa je najpomembnejša zamenjava v refrenu. Rammsteinov refren »Ohne dich kann ich nicht sein«, v prostem prevodu »Brez tebe ne morem obstajati«, Laibach poje obratno »Ohne mich kannst du nicht sein«, torej »Brez mene ne moreš obstajati«. Ljubezenski baladi spremenijo žanr – postane narcisoidna, že skoraj grozeča pesem 

## Dosedanji člani in pomembnejši sodelavci
(legenda: E= Eber; S= Saliger; D= Dachauer; K= Keller)
| - Dejan Knez (E; 1961, Trbovlje), ustanovni član – osnovni koncept, likovno-vizualna podoba in grafično oblikovanje; slikar; (so)avtor glasbe; kitara, mali boben, klaviature, elektronika, vokal-glas, odrski nastop; trobenta, kvadrohorn itd.; aktiven član s prekinitvami in vzporednimi projekti (ps. Elk Eber; A. D. Knez, Operator 99, baron (Karl von) Reichenbach; ustanovni član 300.000 VK, NSK (1984) in Novega kolektivizma oz. njegove predhodnice Neuekunsthandlung (NK) - Janez Knez (K, 1931–2011), oče prvega, slikar; častni član - Bine Žerko (D; Trbovlje), ustanovni član, sodelujoč pri 1. dogodku v Trbovljah 1980 (član pol leta) - Srečko Bajda (E; 1961, Celje) (psevd. Felix Casio), ustanovni član; vokal - glas, soavtor glasbe, aranžmaji, sintetizator (tudi potem, ko je leta 1983 zapustil aktivno članstvo); kasneje tonski mojster v Drami SNG; tudi risar oz. stripovski avtor - Andrej Lupinc (K; 1961, Ljubljana), ustanovni član; bas kitara, video (ps. Keller); kasneje TV-snemalec, ribič in pisatelj; skupino zapustil 1983 - Tine Vodlan – sodeloval naj bi pri prvi razstavi v Trbovljah 1980, kot interpretator - Tomaž Hostnik (S; 1961–1982, Medvode), ustanovni član, gramofon; koncept -- temeljni teoretični spisi (ps. Ivo Saliger), ustanovni član 300.000 VK; frontman – vokal; slikar - Ivan (Jani) Novak (S; 1958, Trbovlje), ustanovni član, teoretski spisi, intervjuji, komunikacija, organizacija, koordinacija, teksti, (so)avtor glasbe in koncepta, likovno-vizualna podoba, koncertne vizualije, projektor, oblikovanje luči (občasno nastopal tudi na odru: elektronika, mali boben, trobenta, bendžo); ustanovni član NSK 1984 (ps. Franz Xaver; Ivo Saliger) - Milan Fras (D; 1960, Maribor), frontman – vokal, soavtor glasbe in koncepta, teksti; vizualni (likovno-scenski) elementi; odrski nastop; slikarstvo (ustanovni član NSK 1984) - Vesna Veberič (S) ("MIG-MIG-MIG"), ustanovna članica, likovno-vizualna podoba in grafično oblikovanje (članica "Neue Kunsthandlung"/NK), slikarka; udeleženka turneje po okupirani Evropi; skupino zapustila 1983/84 - Marjan Benčina (K) – sintetizator, skupino zapustil (med turnejo) 1983 - Marko Košnik (D; 1961, Kranj), ustanovni član, elektronika, (kasneje večmedijski in novomedijski umetnik in teoretik: Inštitut Egon March, Ministrstvo za eksperiment...), skupino zapustil (med turnejo) 1983 - Martin Žitnik (K) – sodeloval pri enem zgodnjih koncertov - Jurij Toni – tonski mojster, producent - Igor Vidmar (S; 1950), producent, založnik, promotor, organizator koncertov (agencija ŠKUC - RO.P.O.T.); član odprave po okupirani Evropi 1983, sicer voditelj radijskih glasbenih oddaj in politični publicist/kolumnist - Jani Guna – novinar, Trbovlje: časopisni arhiv – dokumentacija (socialni delavec, novinar) - Teodor Lorenčič – fotograf, član odprave po okupirani Evropi 1983; avtor foto-monografije "40 godina večnosti", Beograd, 2021 - Fritz Catlin (K) (psevd. Fritz Häaman) – član skupin Last Few Days in 23 Skidoo; sodelavec (bobnar) Laibacha na Occupied Europe Tour 1983 - Duncan MacDonald (D) – šofer na Occupied Europe Tour, sodelavec (bobnar) Laibacha na tej turneji, koproducent, pozneje odvetnik - Vasja Ulrih (D; 1946), pevski in recitatorski basovski vokal (na posnetkih, redko na odru); sicer slikar, kipar, restavrator itd. - Janko Novak (E; 1952–2021) – pevski in recitatorski vokal (na posnetkih, tudi na odru na zgodnjih turnejah skupine) - Jože Pegam (D) – trobenta, klarinet, tenor saksofon, dolgoletni član Gastrbajtrs in Demolition Group - Matjaž Pegam (S) – bobni, član Gastrbajtrs in Demolition Group | - Lado Jakša (K) – saksofon, klarinet - Iztok Černe (S) – glasbeni producent, studio Metro - Neven Smolčič (K) – glasbeni producent - Nicole Capaan (iz Amsterdama) – na fotografiji v Londonu (grob Karla Marxa) - Vanda Krajinović Adler (S) – sodelavka Laibacha v prvi polovici 80' (SKC Beograd...) - Jonathan Langram (K) – glas na nekaterih zgodnjih posnetkih, prijatelj skupine - Uli Rehberg (E) – glasbeni založnik (Walter Ulbricht Schallfolien, Hamburg) - Ervin Markošek (K; 1961, Laško), mali boben/bobni, klaviature/elektronika, odrski nastop, trobenta, orglice, banjo itd. (član od srede 80.; aktiven do konca 90. let); maneken in grafični oblikovalec; pozneje sodelavec pri Novem kolektivizmu - Tone Dimnik (E) - bobni - Boban (Boško) Bursać (D; 1960–2016) – oblikovalec zvoka, producent - Franci NN – šofer na nekaterih zgodnjih turnejah, občasno nastopal v otvoritvah koncertov (sekanje debla, recitacija) - Max Osole (1955), zgodnji video posnetki - Roman Dečman (E) – bobni, dolgoletni sodelavec skupine, član skupin Otroci socializma in Carina; predsednik Društva za retroavantgardo - Dare Hočevar (D) – bas kitara - Iztok Turk (E; 1963), elektronika, tonski mojster, producent, skladatelj, član in soustanovitelj skupin Kuzle, Otroci socializma, Videosex, Rotor, 300.000 VK - Janez Križaj (1965), elektronika, tonski mojster, producent, član Videosex - Anja Rupel (K; 1966), vokal (studijska sodelavka), čanica Videosex - Oto Rimele (K; 1962, Maribor), kitara (akademski slikar, profesor UM), soustanovitelj in član skupine Lačni Franz; kasneje Sokoli - Slavko Avsenik ml. (S; 1958), aranžmaji - Dragoslav-Dražen Radojković (E), bobni, član skupine Kazimirov kazneni korpus (Bgd) - Svetozar Mišić – dokumentacija - Jože Suhadolnik – fotograf - Miha Fras – fotograf - David Jarh (K) – trobenta, rog ? - Tadej Zupančič (1965), studijski vokal (Opus Dei-Life is life) - Ivo Štandeker (1961–1992), prevajalec tekstov iz angleščine v nemščino, svetovalec pri predelavi tekstov (Life is life, Geburt einer Nation, Simpathy for the Devil...) | - Peter Mlakar (K; 1951), retorika, Oddelek za čisto in praktično filozofijo pri NSK (od 1987), častni član Laibacha, član 300.000 VK in kolektiva NSK; filozof, pisatelj, TV-"pridigar" - Daniel Landin (E) – klarinet, video režiser (Država, Life is Life, Geburt einer Nation), član skupine Last Few Days, sodelavec skupine Throbbing Gristle, pozneje filmski režiser in direktor fotografije - Slim Smith – oblikovanje - Richard NN (S) – sodelavec Laibacha (mali boben) leta 1987 - Bucko & Tucko (Srbija) – video (Across the Universe) - Peter Vezjak (1959), video (Retrovizija) – Sympathy for the Devil, Wirtschaft ist Tot, so-režiser filma »Laibach, A Film From Slovenia« - Igor Zupe (1964), režiser, producent (film, video: Nord Cross Production; prvotno skupina Abildungen varieté, nato Domovinski film v sklopu NSK), avtor filma »Glasba je časovna umetnost 3: LP - Laibach« - Bertrand Burgalat (E) – aranžmaji - Danijel Petronijević (D), sodelavec skupine - Cveto Kobal (1960), flavta, vokal (studijski), nastopajoči v muzikalu Wir sind das Volk - Miha Dovžan (1943–2024), citre - Borut Kržišnik (S; 1961), kitara (skladatelj elektronske glasbe) - Davor Klarič, klaviature - Chris Bohn – novinar, sodelavec skupine, korekture angleških tekstov - Komorni zbor AVE – spremljevalni vokali - Tamara Žagar – klasični sopran - Peter Penko (K) – elektronika, aranžmaji - Gregor Zemljič – elektronika, koproducent - Sašo Podgoršek (1964), video, filmski režiser; avtor nekaterih videov Laibacha in filma "Divide States of America" - Nikola Sekulović (K) – bas kitara - Matej Mršnik (E) – kitara - Daniel Matič (K) – kitara - Jurij Kelhar (1972–2021), večmedijski/vizualni umetnik, slikar, sodelavec - Uroš Umek (DJ Umek) – elektronika - Damijan Bizilj (DJ Bizzy) (E) (1972–2023), elekronika (Temponauta, Rotor, Ouroborots); gl.avtor - Antisemitism (WAT) - Eva Breznikar (D) – mali boben, činele, spremljevalni vokal, odski nastop - Nataša Regovec (S) – mali boben, činele, spremljevalni vokal, odrski nastop - Jernej Guštin - oblikovalec svetlobe - Gregor Musa - tehnični direktor | - Boris Benko (E; 1975) – vokal, avtor glasbe in aranžer, odrski nastop; član skupine Silence - Primož Hladnik (D; 1975), klavir, elektronika, aranžmaji, odrski nastop, član skupine Silence - Janez Gabrič (S) – bobni - Mina Špiler (E; 1981) – vokal, sintetizator; odrski nastop, članica skupine Melodrom - Luka Jamnik (E) – elektronika, sintetizator, back vokal, odrski nastop, avtor glasbe in aranžmajev - Jadranka Juras (D) – vokal - Brina Vogelnik – vokal - Izidor Leitinger – aranžmaji, trobenta; dirigent - Matevž Kolenc (S) – avtor (elektronske) glasbe, producent; skupina Melodrom - Sašo Vollmaier (K) – klaviature, klavir (2007-13); nato glasbeni producent in skladatelj, pianist (Kind of Laibach, 2020), tudi v predstavi Wir sind das Volk - Rok Lopatič (K) – klaviature, aranžmaji, back vokal, odrski nastop - Anže Rozman – aranžmaji - Álvaro Domínguez Vázquez – aranžmaji - Zvezdana Novaković – vokal - Tomislav Gangl – vizualije - Vitja Balžalorsky (S) – kitara, aranžmaji, odrski nastop - Bojan Krhlanko (D) – bobni, aranžmaji, odrski nastop - Marina Mårtensson (E) – vokal in akustična kitara, teksti, odrski nastop - Lina Rahne (K) – vokal, odrski nastop - Matej Gobec (D) – oblikovalec zvoka, producent - Marko Turel – oblikovalec zvoka, producent - Tomaž Čubej – oblikovalec luči - Benjamin Kreže – vizualije, film - Anja Quickert – nemška režiserka muzikala/plesnogledališke predstave Wir sind das Volk, sicer vodja mednarodnega združenja Heinerja Müllerja - Katarina Stegnar – nastopajoča v muzikalu/plesnogledališki predstavi Wir sind das Volk - The Stroj – 2 bobnarja (Primož Oberžan in Janez Levec) v muzikalu/plesnogledališki predstavi Wir sind das Volk - Vier Personen Quartet – godalni kvartet - Maja Keuc (pod psevd. Maria Maya gostovala pri skladbi »The Coming Race«) - Anina Trobec – vokal, odrski nastop |

## Diskografija

### Studijski albumi
- Laibach (ŠKUC-Ropot, 1985); ponovna izdaja - CD - ponovna izdaja 1999 (z dvema dodatnima skladbama 300.000VK in tremi Storm und Klang iz predstave Molitveni stroj Noordung); prenovljena izdaja LP/CD v Laibach revisited BOX-u skupaj z novimi priredbami
  - Boji/Sila/Brat moj, L.A.Y.L.A.H. (1984)
  - Panorama/Dekret (1985) - spada tudi k spodnji plošči:

- Nova Akropola (Cherry Red, 1985); ponovna izdaja - CD 2002 (z dodanim videom Država/The State); prenovljena vinilna izdaja 2023 (2 x LP &CD)
  - Die Liebe ist die grösste Kraft (1986)

- Opus Dei (Mute Records, 1987; izdaja na CD-formatu s 4 dodanimi skladbami iz Krsta pod Triglavom, 199?; prenovljena vinilna izdaja 2024 (2 x LP & CD)
  - Geburt einer Nation
  - Life is Life
- Kapital (2 x LP /CD /kaseta : 3 različni mixi; Mute Records, 1992)
  - Witschaft ist tot
- Jesus Christ Superstars (The Grey Area/Mute Records, 1996)
  - God is God
- WAT (Mute Records, 2003)
  - Tanz mit Laibach
  - Das Spiel ist aus
  - (B Mashina - s Siddharto)

- Spectre (Mute, 2014)
  - The Whistleblowers
- Also Sprach Zarathustra (Mute, 2017)
- Sketches of the Red Districts (GOD records, 2023)

#### Albumi priredb - studijski
- Let It Be (Mute Records, 1988)
  - Across the Universe/Get Back/Auf der Lüneburger Heide (1989)
- Sympathy for the Devil (2 x EP oz. LP in CD Mute Records, 1988)
- NATO (Mute Records, 1994)
  - War
  - Final Countdown
  - In the Army Now
- Volk (Mute Records, 2006)
  - Anglia
- Laibachkunstderfuge (Mute Records/Dallas, 2008)
- I VIII 1944 Warszawa (EP, 2014) (Warszawskie Dzieci/Tog nit keyn mol/Macht dir nicts daraus)
- The Sound of Music (Mute, 2018)
  - Party Songs (EP, 2019)
- Laibach Revisited (BOX s 3x LP/CD-ji, spremno knjižico itd.; Društvo za retroavantgardo, 2019/2020)

#### Posamezne priredbe
- Hej Slovani (priredba jugoslovanske himne za mednarodno kompilacijo WAX TRAX... 1983/4?)
- Live is Life (Opus) >> Life is Life (1986/87) nosilna skladba na albumu Opus Dei
- One Vision (Queen) >> Geburt einer Nation (1987)
- „B Mashina - Laibach RMX‟ (obj. na Siddhratinem albumu priredb Silikon delta, 2002)
- Mama Leone (Bino /Drafi Deutscher) (2003/04?)
- Ohne dich (Rammstein /Mina Harker RMX, 2004)
- Warme Lederhaut /Warm Leatherette (prir. The Normal, 2012)
- Warszawskie Dzieci/Tog nit keyn mol/Macht dir nicts daraus (I VIII 1944 Warszawa - EP, 2014)
- Love on the Beat (Serge Gainsbourg, prir. Laibach, obj. na albumu Spectre, 2014)
- See That My Grave Is Kept Clean (prir. Blind Lemon Jefferson, obj. na albumu Spectre, 2014)
- Each Man Kills the Thing He Loves (prir. Jeanne Moreau/avtor pesmi Oscar Wilde, 2015?)
- Arirang /Jutri gremo v napad (2015)
- The Future (EP, 2022) (prir. Leonarda Cohena)
- Oj, Triglav, moj dom (2023)
- The Engine of Survival (Donna Marina Mårtensson, prir. Laibach, 2023)
- Amerika (Rammstein) - iz kompilacijskega albuma priredb skupine Rammstein (2023)
- Strange Fruit (2024)
- S topom te bom ciljal moja mala (v sodelovanju z Biljelim dugmetom, 2024; single Die Kanone, 2025)
- White Christmas (Silence Night) (2024)
- I Want To Know What Love Is (2025)

### Soundtrack albumi (glasba za film ali gledališče /performance)
- Krst pod Triglavom-Baptism (Walter Ulbricht Schallfolien, 1987) (4 skladbe so na CD verziji Opus Dei, 2 na Slovenski Akropoli)
- Macbeth (Mute Records, 1990)
- (Laibachkunstderfuge)
- Iron Sky (The Original Film Soundtrack) (Mute, 2012)
- (Also Sprach Zarathustra - Mute, 2017)
- Wir sind das Volk: Ein Musical aus Deutschland (Mute, 2022)
- Iron Sky II (The Coming Race) (Mute, 2023)
  - Love is Still Alive (EP -  Mute, 2023)
- Alamut (Laibach) (2 x LP, CD, Mute, 2024/25)

### Kompilacijski albumi
- Rekapitulacija 1980–1984 (2 x LP; Walter Ulbricht Schallfolien, 1985); ponovna izdaja - CD (NSK008), 2002
- Slovenska Akropola (LP, ŠKUC-Ropot, 1987; del skladb posnetih v živo, del iz predstave Krst pod Triglavom); CD-izdaja z 2-ma dodanima skladbama iz predstave Molitveni stroj Noordung
- Anthems (2 x CD, Mute Records, 2004)
- Gesamtkunstwerk – Dokument 81-86 (Vinyl-on-demand, 2011) (6 x LP + ...)
- An Introduction To… Laibach (Mute, 2012)

### Albumi v živo
- Neu Konservatiw (Walter Ulbricht Schalfollien 1985; nova izdaja Cold Spring Records, 2003; ponatis 2006)
- The Occupied Europe Tour 1985 (LP, Side Effects, 1986); CD - ponovna izdaja?
- 3. oktober (single/EP?, 1990/91)?
- Ljubljana–Zagreb–Beograd (CD, The Grey Area/Mute Records, 1993)
- Occupied Europe NATO Tour 1994-95 (CD + videokaseta) (The Grey Area/Mute Records, 1996)
- M.B. December 21, 1984 (CD, The Grey Area/Mute Records, 1997)
- The John Peel Sessions (CD, Strange Fruit, 2002; LP Reissue, 2024)
- Volk Tour London CC Club (Abbey Road Live Here Now/Mute Records, 2007)
- Monumental Retro-Avant-Garde (Live At Tate Modern / 14 April 2012) (Abbey Road Live Here Now/Mute Records, 2012)
- Live in Hell at V2 - Hertogenbosch/Nizozemska 28.6.1985 (Vinyl-on-demand, 2017)
- We Forge The Future (GOD records, 2017)
- Bremenmarsch - Laibach Live at Schlachthof 12.10.1987 (M.i.G.- music, 2020)
- Nova Akropola (prenovljena vinilna izdaja: 2 x LP, 2023; 2.LP je kompilacija skladb v živo) in 3x CD Box, pra vtako 2023 (3.CD je kompilacija posnetkov iz različnih prizorišč in časov - vse skladbe izvirajo iz prve polovice 80.let)
- Opus Dei (prenovljena vinilna izdaja 2024: 2 x LP & CD, s še neobjavljenimi živimi posnetki)

## Filmografija
- 2018, Glasba je časovna umetnost 3: LP film Laibach – režija Igor Zupe
- 2017, Od kapitala do kapitala: države v času NSK – režija Igor Zupe
- 2016, Liberation day (Dan osvoboditve; o gostovanju v Severni Koreji 2015) – režija Morten Traavik
- 2008, Laibach: Volk - Dead in Trbovlje (?)
- 2005, Divided States of America: Laibach 2004 Tour – režija Sašo Podgoršek
- 2004, Laibach – The Videos (2004, DVD) - režija Sašo Podgoršek
- 1996, Predictions of Fire (Prerokbe ognja) – režija Michael Benson
- 1996, Occupied Europe NATO Tour 1994-95 (CD + videokaseta) (The Grey Area/Mute Records)
- 1993, Bravo: Laibach v filmu – režija Peter Vezjak
- 1993, Laibach: A Film From Slovenia – režija Daniel Landin in Chris Bohn
- 1988, Laibach: Pobeda pod suncem /Laibach: Zmaga pod soncem /Laibach: Victory Under the Sun – režija Goran Gajić
- 1986, The State/Država, o sodelovanju z Michaelom Clarkom v predstavi "No Fire Escape in Hell"  – režija Daniel Landin
- 1984: THE DEBATE OVER MAN: “A Polemic Monologue as Artistic Method: Position, Problems, Perspectives” – Laibach / Richard Heslop
- 1983, Morte ai Sciavi - avtor Max Osole
- 1983, XY - Nerešeno (TV-intervju TV-Tednik, RTV Ljubljana) - videoposnetek
- 1982, Documents of Opression – režija Marjan Osole - Max

## Nagrade in priznanja
- Slovenski ambasadorji kulture - naziv jim je podelilo Ministrstvo za zunanje zadeve (http://www.mzz.gov.si/si/ministrstvo_za_zunanje_zadeve/novinarsko_sredisce/slovenija_v_zariscu_bilten/[mrtva povezava])
- Zlata ptica (1986, skupaj z drugimi skupinami NSK) - nagrada ZSMS za jugoslovanski dan mladosti (25. maj)
- Zlata nagrada Metoda Badjure (Badjurova nagrada) na festivalu Teden domačega filma za glasbo v filmu Hudodelci (1987)
- Viktor za posebne dosežke na področju medijske in popularne kulture (1997; vrnjen)
- Nagrada glavnega mesta Ljubljane za »izjemne ustvarjalne dosežke doma in v tujini« (1997)
- Prvojunijska nagrada - najpomembnejše občinsko priznanje mesta Trbovlje (2000)
- Zlata piščal za življenjsko delo (2017)
- Medalja za zasluge Republike Slovenije, 2023 (podeljena 8. maja 2024)